# Lomas de Chapultepec

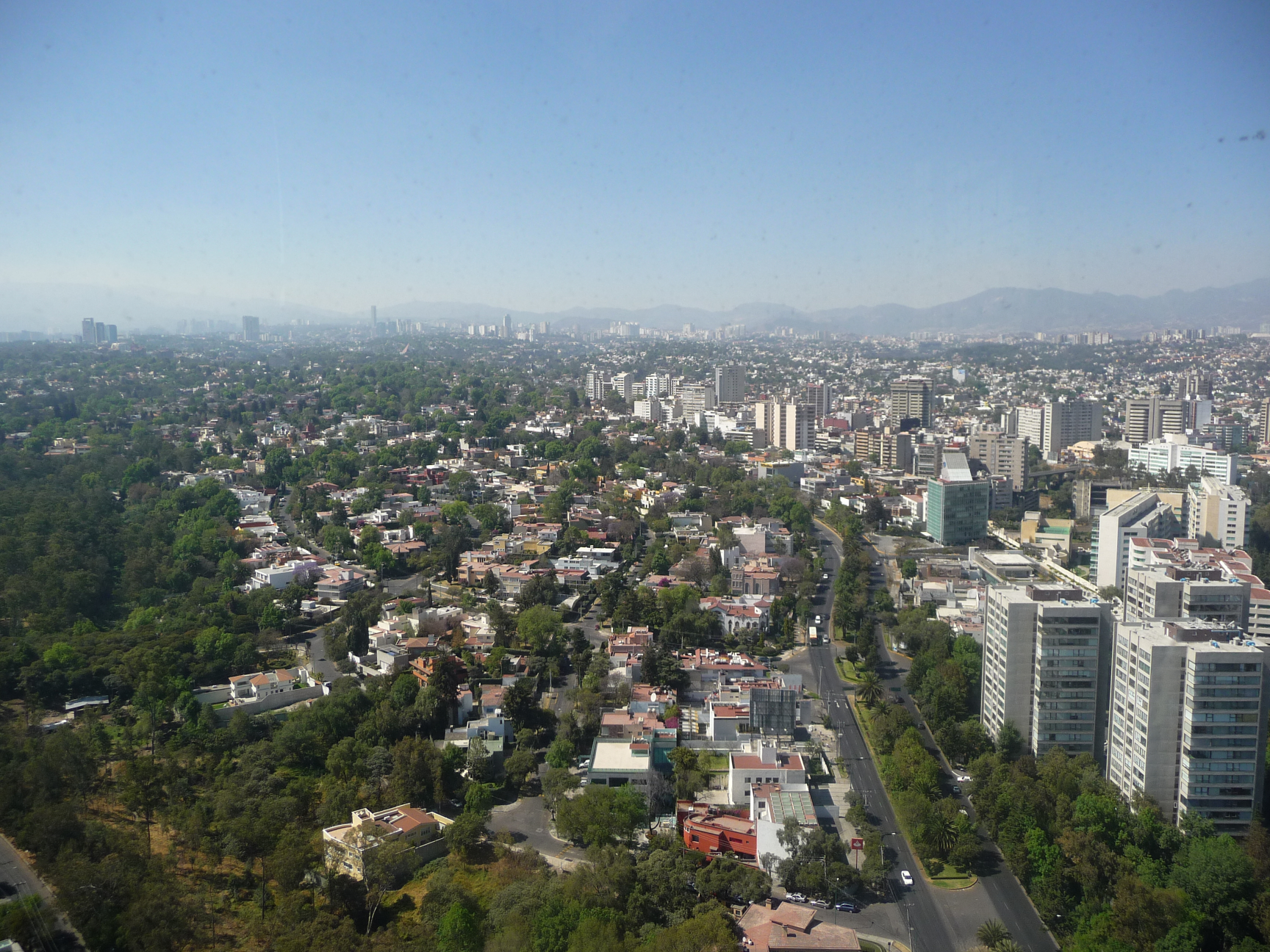
Lomas de Chapultepec se enfrentan a partir de Periférico hacia Bosques de las Lomas.

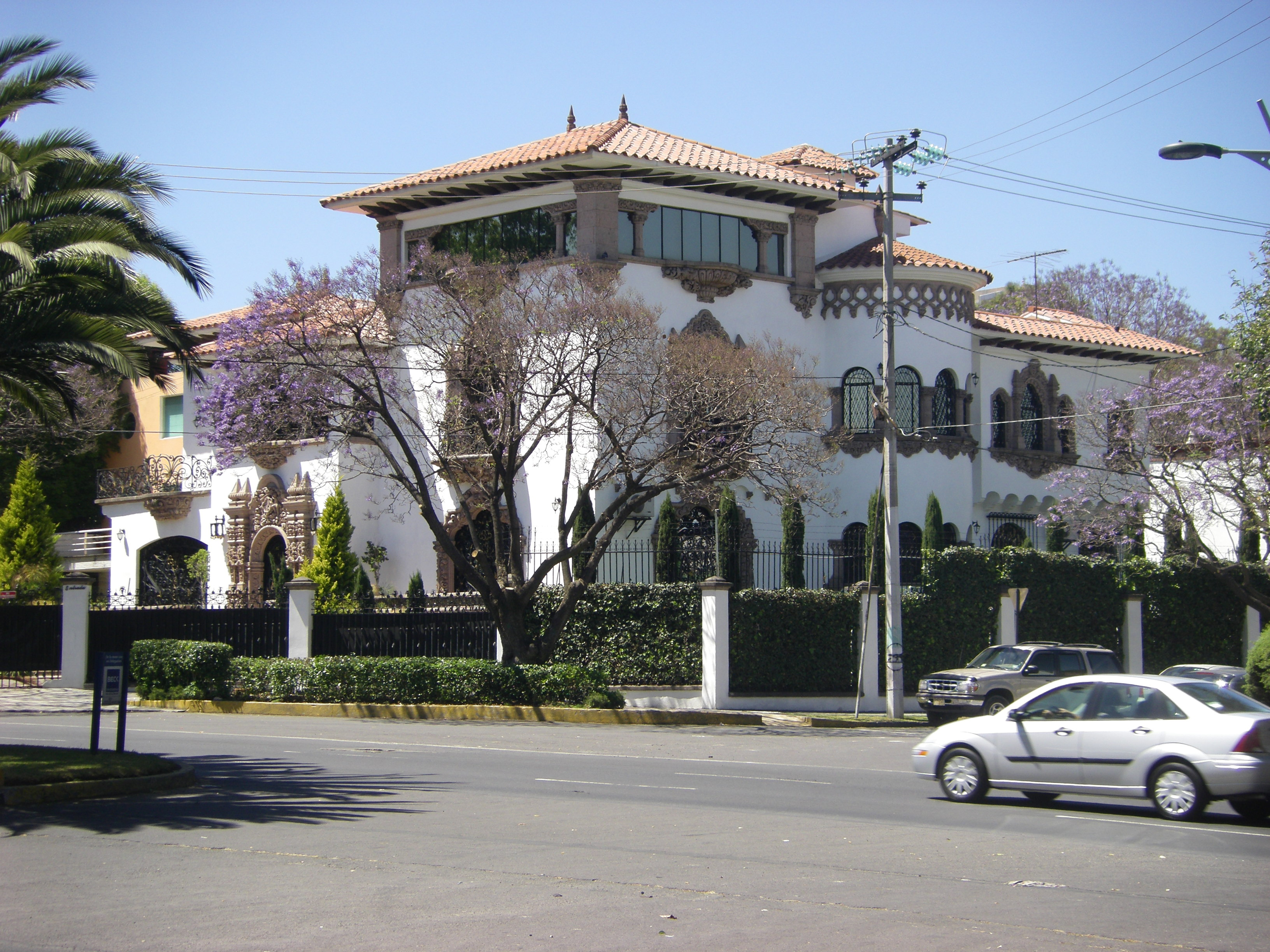
Mansión estilo colonial californiano, típico de la zona.

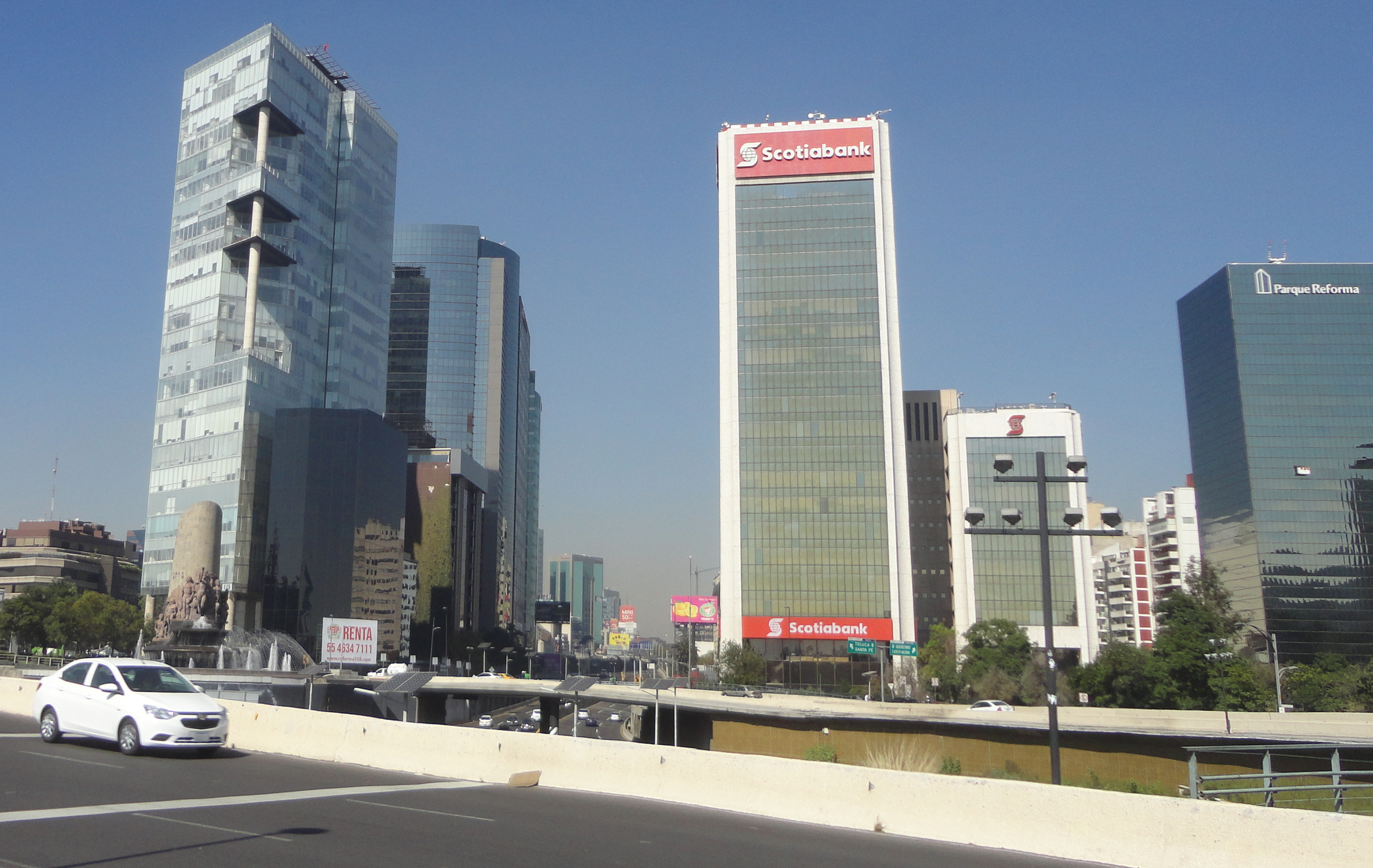
Fuente de Petróleos y corporativos.

Lomas de Chapultepec es una colonia residencial y comercial en el oeste de la Ciudad de México ubicada en la demarcación Miguel Hidalgo. Su entrada principal es a través del Paseo de la Reforma.
Lomas Palmas, como se conoce en el mercado de bienes raíces comerciales las partes comerciales de esta colonia, es uno de los nueve zonas principales de oficinas de primera calidad en la ciudad. Junto con Bosques de las Lomas, Lomas Virreyes y Lomas Altas, forma un eje comercial que forma efectivamente un nuevo distrito financiero (central business district) de la Ciudad de México.

## Toponimia
El nombre original de la colonia fue Chapultepec Heights, puesto por Albert Blair, el fraccionador. Su esposa, la famosa Antonieta Rivas Mercado, fue quien le puso los nombres geográficos a las calles: los de las sierras y montañas de México y el mundo, Cuando el nacionalismo privó entre los habitantes de la zona, se tradujo el nombre de la colonia al de Las Lomas de Chapultepec, más tradicional y con una sonoridad más distinguida.

### "Lomas"
La evolución urbana alrededor de Lomas de Chapultepec agregó más colonias que tomaron esta parte del nombre para indicar su pertenencia al complejo, tales como Bosques de las Lomas, Lomas de Tecamachalco, Lomas de la Herradura, Lomas de las Palmas, Lomas Anáhuac, Interlomas, Lomas Altas, Lomas de Bezares, Paseo de las Lomas, Lomas de Santa Fe y Lomas de Vistahermosa. Hoy en día, toda esta zona que abarca el original Lomas y todos los otros barrios son coloquialmente llamada "Lomas" o "Las Lomas" por quienes no viven ahí, si bien para sus residentes es común que especifiquen en qué parte de Lomas se hallan, ya se trate de Tecamachalco, Herradura, etc.

## Geografía
La colonia Lomas de Chapultepec está situada al poniente de la Ciudad de México y fue creada alrededor de la mayoría de espesor, densos bosques, por lo que la zona es rica en árboles y plantas.
Los límites geográficos de la colonia son:
- Al noroeste y norte, el municipio de Naucalpan de Juárez (colonias Lomas de Tecamachalco San Miguel Tecamachalco, etc.) y la colonia Reforma Social con la avenida Tecamachalco, esta última aún dentro de los límites de la alcaldía Miguel Hidalgo.
- Al noreste, el Anillo Periférico y Polanco
- Al este, colonia Molino del Rey con las calles Pedregal y Alicama y el Bosque de Chapultepec (con excepción de la calle Morvan entre Alicama y Juan O'Donojú y con la avenida Toluca entre Hernán Cortés y avenida De las Lomas que conforman los límites en lugar del Bosque de Chapultepec)
- Al sur, la II y III sección del Bosque de Chapultepec; colonias Lomas Altas y Lomas de Reforma con la calle Sierra Vertientes
- Al oeste, colonia Bosques de las Lomas y Barranca Zona Federal con Paseo Ahuehuetes Norte y el Río Tecamachalco

## Historia
Las Lomas fue creada en la década de los 1920 como "Chapultepec Heights", una nueva zona residencial para los ricos y poderosos de la Ciudad de México, y era en su mayor parte en torno a Paseo de la Reforma y Paseo de Las Palmas, cerca de avenidas. Estas casas, en su mayoría, compartían un vecindario más fresco y más aislado de la época. Muchas de las casas construidas durante ese tiempo, aún se mantienen en pie en la zona y constituyen el mayor número de mansiones en toda el Área de Lomas.[cita requerida]
Con el paso del tiempo la colonia Lomas de Chapultepec se expandió debido a la gran demanda de la clase alta del país e inmigrantes con alto poder adquisitivo de Europa que llegaban a México durante ese tiempo, dando así paso a una nueva colonia llamada Bosques de las Lomas, coloquialmente conocida como “Bosques” convirtiéndose en ese entonces y hasta la fecha en una de las zonas residenciales más exclusivas de México por su alta calidad de vida y lujo, ya que se caracteriza por albergar a muchas de las familias más adineradas y poderosas de México. La zona se expandió en el adyacente Estado de México, con el nombre de Lomas de Tecamachalco, Lomas de la Herradura, con lo que es el cruce de las fronteras de la Ciudad de México con el Estado de México (Naucalpan y Huixquilucan) y luego en otras áreas circundantes, incluyendo Lomas Altas, Bosques de las Lomas e Interlomas.

## Demografía

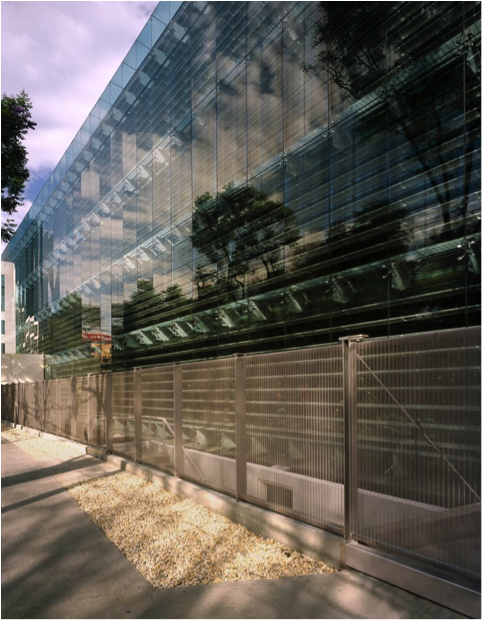
Edificio de oficinas sustentable" de estilo minimalista en Prado Sur.

Según el INEGI, las Lomas de Chapultepec tenía en 2005 una población total de 20,440.

## Economía
La Colonia Lomas de Chapultepec siempre se ha caracterizado por ser uno de los lugares más lujosos para vivir. Sin embargo, a lo largo de los últimos años, empresas importantes mexicanas y firmas internacionales, han decidido hacer de la zona su principal centro de negocios, lo que ha provocado la construcción de diversos edificios de todo tipo de estilos arquitectónicos.[cita requerida]
Lomas Palmas, como se conoce la zona comercial de la colonia a lo largo de Paseo de las Palmas, es, en el mercado de bienes raíces comerciales, uno de los nueve mercados principales de la Ciudad de México; junto con Bosques de las Lomas, Santa Fe, Interlomas y Lomas Altas, forma un eje comercial que forma efectivamente el nuevo distrito financiero (central business district) de la Ciudad de México.
Tanto Paseo de las Palmas como Prado Norte albergan muchos restaurantes (algunos siendo de los más exclusivos de la ciudad) y boutiques. Además, la colonia alberga a diversas embajadas y consulados.

## Transporte público
Transporte público incluye autobuses y microbuses, principalmente traversando Paseo de la Reforma y Paseo de las Palmas. La estación de metro más cercana es Auditorio

## Personajes que habitan y/o han habitado la zona
- Guadalupe Loaeza[7]
- Jacobo Zabludovsky
- Carlos Slim Helú
- Javier Sordo Madaleno
- Juan Sordo Madaleno
- Jaime Torres Bodet
- Zhen Li Ye Gon
- Enrique Peña Nieto
- Angélica Rivera
- Mario Moreno "Cantiflas"
- Cuautemoc Cárdenas[8]
- Fidel Velázquez

## Educación
Escuelas privadas
- El Westhill Institute tiene dos planteles en "Las Lomas": Athos y Carpatos.[9]
- El plantel "Las Lomas" de los Colegios Peterson[10]
- El Plantel Lomas Kindergarten Prado Norte del Campus Poniente (Campus West), anteriormente el Campus La Herradura, del Colegio Alemán Alexander von Humboldt[11]
- Dos planteles de la Escuela Sierra Nevada: una por preescolar, una por la escuela primaria[12]
- El centro para niños pequeños y el campus preescolar de la Eton School[13]
- El campus Virreyes del Wingate School[14]
- El Instituto Irlandés, una escuela privada en Naucalpan, se ubicada cerca de Lomas de Chapultepec.[15]